# Ich habe genug, BWV 82
Ich habe genug ("Eu tenho o bastante" em alemão), BWV 82, é uma cantata de Johann Sebastian Bach.
Foi composto na cidade de Leipzig para a Festa da Purificação, em 2 de fevereiro de 1727. A Purificação celebra um incidente registrado por São Lucas, no qual Maria leva o menino Jesus ao Templo, em Jerusalém, para oferecer sacrifícios rituais quando encontra o ancião Simeão, em cuja cântico o libreto se baseia.
A peça foi composta para oboé, cordas, baixo contínuo e um solista baixo. Existem outras versões para soprano (como BWV 82a) transpostas de dó menor para mi menor, e com a parte de oboé substituída por flauta e levemente alterada. Em diversas versões modernas da obra a parte do baixo costuma ser substituída por uma contralto, e a soprano pode ser substituida por um tenor.
A peça tem cinco movimentos:
1. Ária: "Ich habe genug"
2. Recitativo: "Ich habe genug"
3. Ária: "Schlummert ein, ihr matten Augen" ("Durmam, ó olhos cansados")
4. Recitativo: "Mein Gott! Wenn kömmt das Schöne: Nun!" ("Meu Deus! Quando virá a linda palavra: Agora!")
5. Ária: "Ich freue mich auf meinen Tod" ("Eu me alegro com minha morte")

O primeiro recitativo e a maior parte do "Schlummert ein" (com um simples acompanhamento de baixo) foram transcritos no Pequeno Livro de Anna Magdalena Bach, transposto em uma décima para que pudessem ser cantados por uma soprano-baixo, presumivelmente a própria Anna Magdalena Bach.